# Roca Azul
Roca Azul är en ort i Mexiko.   Den ligger i kommunen Jocotepec och delstaten Jalisco, i den centrala delen av landet, 500 km väster om huvudstaden Mexico City. Roca Azul ligger 1 533 meter över havet och antalet invånare är 137.
Terrängen runt Roca Azul är huvudsakligen kuperad, men den allra närmaste omgivningen är platt.  Trakten runt Roca Azul är nära nog obefolkad, med mindre än två invånare per kvadratkilometer. Närmaste större samhälle är Jocotepec, 2,2 km norr om Roca Azul.